# 카타이브 헤즈볼라
카타이브 헤즈볼라(كتائب حزب الله, 또는 신의 정당 여단) 혹은 헤즈볼라 여단은 이라크 내 시아파가 설립한 군대로 이란의 지원을 받고 있다. 이라크 내전에서 2011년까지는 미국에 반대했지만, 이후 IS의 위협으로 이라크 보안군 및 미군과 연합하여 IS의 공격을 막아내고 있으며, 시리아 내전에서는 정부군에 가담하였다. 이라크 전쟁 당시에 이들은 이라크 국제동맹군에 맞서 싸웠다.

## 역사
조직의 구조는 비밀이지만 이란 쿼드 군의 고문관이자 옛 바드르 조직의 요원이었던 아부 마흐디 알무한디즈는 카타이브 헤즈볼라의 주요 요원 중 한 명이다. 조직은 쿼드 군으로부터 훈련과 자금을 받고 있다. 미국 국무부는 레바논에 본부를 둔 헤즈볼라가 무기를 제공하고 카타이브 헤즈볼라의 군대를 양성한다고 주장하고 있다. 2007년 미국 주도 연합군에 맞서 공격을 했을 때 모습을 드러냈으며 미군에 맞서 인터넷 상의 동영상 공격을 올리기도 했다. 2008년 여름, 미국과 이라크 군은 카타이브 헤즈볼라와 특수 부대의 균열을 일으키는 작전을 펼쳤고, 이 기간 동안 약 30명의 카타이브 병사들이 포로가 되었다. 대부분의 조직 지도자들이 붙잡혔기 때문에 미국 관계자는 남아 있는 지도력은 이란에게 넘어갔다고 주장하기도 했다.

2009년 조직은 외국 테러 단체에 추가되었으며 조직은 박격포, 지뢰, 로켓추진유도탄 공격 및 저격 작전의 책임을 져야 했다. 2008년 11월 2명의 UN 근무자들을 죽인 것을 포함한 그린 존의 미군과 이라크 군이 이 작전의 주요 목표였다. 2009년 12월 조직은 MQ-1 프리데이터 UAV의 암호화된 비디오를 가로채기도 했다.
2010년 2월 12일 카타이브 헤즈볼라로 추정되는 군인들과 바그다드 남동쪽 인근의 이란 국경 지대에서 전투가 벌어졌다. 12명의 군인들이 체포되었다. "협력 안보 부대가 다수 거주 지역 건물에 흩어진 병사들에게 공격을 받았다. 안보 부대가 반격을 가하여 12 적군으로 추정되는 군인들을 사살했다. 임시 이라크 관계자는 대부분의 사망자들이 민간인 관람자였으며, 이에 대해 보상을 요구했다. 총 8명의 민간인이 사살되었다. 2010년 7월 13일, 레이 오디에노 장군이 카타이브 헤즈볼라를 이라크 내 미군 기지의 위협으로 간주했다. "지난 몇 주간 위협이 증가했고, 우리는 우리의 몇몇 기지에 보안을 강화했습니다."라고 오디에노 장군이 바그다드에서 열린 브리핑에서 말했다. 2011년 7월, 이라크 정보부 담당자는 조직이 약 1,000명의 전투 병력을 가지고 있을 것이라 추정했거. 무장 단테는 1달 당 300달러에서 500달러를 받는다고 말했다.

## 미군 철수 이후
2013년 카타이브 헤즈볼라와 다른 이라크 시아파 무장단체들은 바샤르 알아사드의 시리아 정부군과 함께 싸우기 위해 군대를 파병했다. 옛 카타이브 헤즈볼라 사령관인 와티크 알바타트는 새로운 시아파 무장 단체인 무크타르 군의 설립을 2013년 2월 4일 발표하였으며 시아파를 보호하고 테러에 맞서 싸우는 정부의 전투를 지원하는 것이 목표라고 밝혔다. 2014년 카타이브 헤즈볼라는 이라크 내에서의 ISIL 전쟁에서 중요한 역할을 맡기 시작했으며 이란의 이라크 개입 당시 미국 공군의 근접항공지원을 받았다.<ref name="amerli">Roggio, Bill (2014년 9월 10일). “US aided Hezbollah Brigades in breaking Islamic State siege of Iraqi town”. 《Long War Journal》. Public Multimedia. 2014년 9월 30일에 확인함. 2020년 1월 3일 미군의 바그다드 공항 드론 공격으로 이 부대의 사령관이던 아부 마흐디 알 무한디스가 가셈 솔레이마니 이란 이슬람 혁명 수비군 쿠드스군 사령관과 함께 폭사했다.

## 같이 보기
- 바드르 조직